# 三重県旗
三重県旗（みえけんき）は、日本の都道府県の一つ、三重県の旗。

## 概要
県章は1964年（昭和39年）の県庁舎落成を記念してデザインを募集し、437点の応募作から採用されたものを基に4月20日の県公報で告示・制定した。2001年（平成13年）1月30日の公告でデザインの細部が変更されている。制定時のデザインは著作権法の規定により、2015年（平成27年）1月1日よりパブリックドメインとなっている。平仮名の「み」を上向きの矢印型に図案化し、県の飛躍をイメージすると共に左下の円は世界的に知られる英虞湾の真珠養殖を表している。

### 県旗のデザイン
県旗は黄緑色を地色に県章を白抜きでやや左寄りに図示したものが慣例的に使用されている。県の説明では「県章を県旗に使用する場合には青緑地に県章を白く抜いて使用すること」とし、配色の指定理由については「青緑は三重県の山並みの緑と、1,000kmにおよぶ海岸線にみる海の青を組み合わせたもの」とされている。

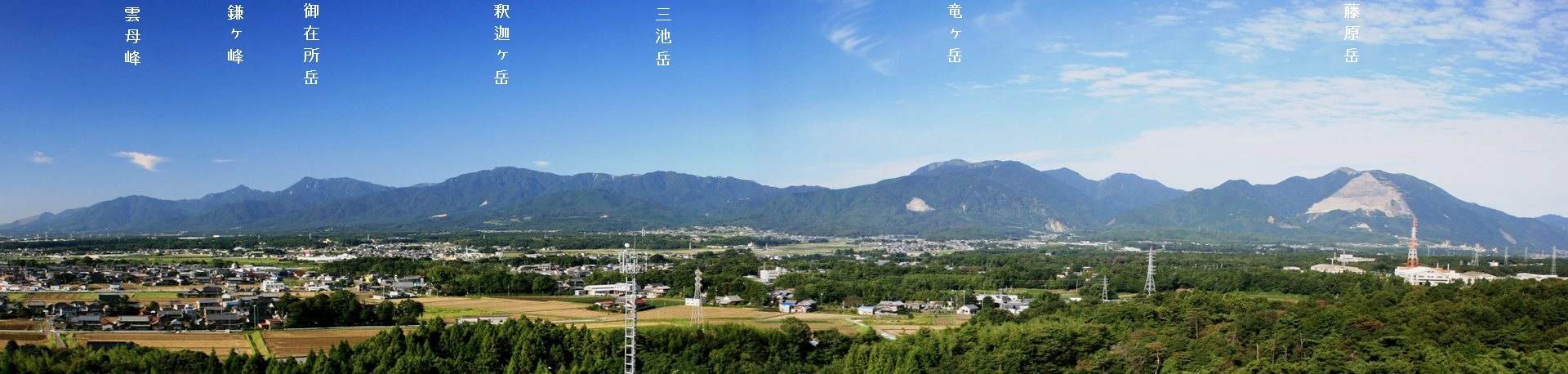
三重県の山並み（鈴鹿山脈）

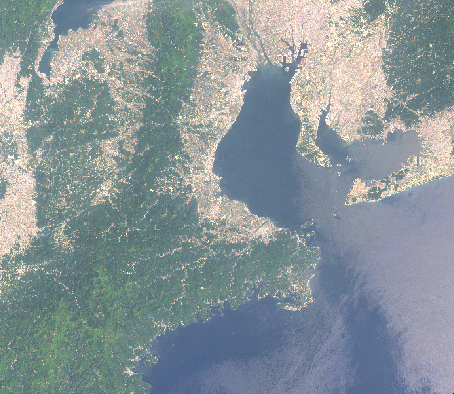
三重県の1000kmにおよぶ海岸線（伊勢湾）